# Aleksandr 1. af Rusland
Aleksandr 1. af Rusland (russisk: Алекса́ндр Па́влович, tr. Aleksándr Pávlovitj; født 23. december 1777, død 1. december 1825) var russisk kejser 1801-1825.
Aleksandr var ældste søn af den sindssyge Paul 1. Han var kendt fra Napoleonskrigene og som skaber af den Hellige Alliance. Aleksandr beskrives med sine voldsomme humørsvingninger og sin mærkelige blanding af retskaffenhed og brutalitet både som skizofren og manio-depressiv. 

## Familie og ungdom
Aleksandr var ældste søn af den daværende storfyrsttronfølger Paul af Rusland (den senere Paul 1. af Rusland) og storfyrstinde Maria Feodorovna, født Sophie Marie Dorothea af Württemberg. Ud over Aleksandr fik forældrene ni børn: tre sønner og seks døtre.
Aleksandr voksede op i nær kontakt med sin strenge farmor kejserinde Katarina den Store, der kort efter hans fødsel fjernede ham fra hans forældre. Aleksandr modtog en vesteuropæisk opdragelse i oplysningstidens ånd.
I 1793 blev Aleksandr gift med prinsesse Louise af Baden, der i Rusland antog navnet Jelizaveta Aleksejevna. I ægteskabet fødtes to døtre, der begge døde som små.

## Kejser
Meget tidligt blev forholdet til faderen anspændt, og Aleksandr tog i 1801 magten ved et statskup der førte til faderens død.
Som zar arbejdede Aleksandr tidligt med tanken om reformer og en eventuel grundlov, men alt blev ved planerne.

### Napoleonskrigene
Aleksandrs regering falder sammen med Napoleonskrigene, hvor han spillede en central rolle. Han indtog først en tøvende holdning over for Napoleon, sluttede sig derefter til hans fjender og deltog fra 1804 i den Tredje Koalition mod Frankrig. Her led han store nederlag. Han blev bl.a. personligt besejret i slaget ved Austerlitz i 1805 og led nye nederlag under den fortsatte krig. I 1807 sluttede han Freden i Tilsit, udtrådte af alliancen og accepterede Napoleons position mod ikke at afstå noget. I de næste fredsår opbyggede han et vist venskab med Napoleon og accepterede kontinentalspærringen, men undgik at forpligte sig militært. De to kejsere mødtes 25. juni 1807. Napoleon syntes ikke om at være gæst hos den overvundne zar, mens zaren ikke ville sætte sine ben på fransk-besat område. Derfor lod Napoleon bygge et mødelokale på en flåde midt ude i grænsefloden mellem fransk og russisk område. Bygningen havde døre mod den franske og den russiske side. Begge statsoverhoveder lod sig så ro over til flåden og talte på tomandshånd i tre timer. "Jeg hader englændere lige så meget, som De gør," påstod zaren. "I så fald har vi fred," forsikrede Napoleon. Han skrev senere til Joséphine om zaren: "Han er en meget elegant, god og ung kejser." Zaren på sin side skrev til sin søster Katarina: "Gud har frelst os." Til en fransk diplomat sagde han om Napoleon: "Hvorfor har jeg ikke mødt ham før? Sløret er faldet, og tiden for fejltagelser er ovre." 
Indadtil støttede han et omfattende liberalt reformarbejde under ledelse af statsmanden Speranski, men pga. modstand og protester fra overklassen, lod han Speranski falde i 1812.
En stigende rivalisering med Napoleon og russiske økonomiske kvaler med Kontinentalspærringen førte til, at Aleksandr 1812 brød med Frankrig og provokerede det til krig. Under krigen - Napoleons felttog i Rusland og tilbagetoget fra Moskva - viste zaren stor fasthed og kamplyst og bidrog muligvis til det franske nederlag. 1814 var han blandt sejrherrerne ved de allieredes indtog i Paris og optrådte som den første russiske zar også som en klar vesteuropæisk magtfaktor. Han besøgte George III i England og viste stor interesse for kvækernes bevægelse. Han gav audiens til slaverimodstandere, der ud fra deres kvækeroverbevisning ikke tog hatten af for nogen jordisk monark, og modtog bogen Uddrag af bevismaterialet, der dokumenterede slavernes forfærdende levevilkår. På hjemvejen på Den engelske kanal blev Aleksandr syg og sagde til sin sekretær, mens han pegede på planchen over slaveskibet Brookes, hvor man ser slaverne ligge tæt sammenstuvet under dæk: "Den bog har gjort mig mere syg end havet." 

### Wiener-kongressen
Under Wienerkongressen 1814-15 spillede Aleksandr en hovedrolle. Han forestod bl.a. genoprettelsen af en polsk lydstat ("Kongrespolen") og støttede Preussens erobringskrav. Han havde flere sammenstød med fyrst Metternich, men støttede ham dog i slutopgøret med Napoleon 1815. På denne kongres lancerede han tanken om den Hellige Alliance, et fyrsteforbund baseret på kristendommens principper, som skulle danne grundlaget for fremtidens statsforhold. Den realiseredes, men blev i praksis et redskab for Metternich, der sagde om ham: "Det er ikke muligt at være mere begavet end zar Aleksandr, men jeg har en følelse af, at der mangler en bid af hans karakter. Jeg kan bare ikke opdage, hvilken det er..." 

### Senere regeringstid
Efter 1815 blev Aleksandrs styre stadig mere konservativt, mens han selv prægedes at stigende handlingslammelse og hang til mystik. Udenrigspolitisk påvirkedes han af Metternich; i selve Rusland gled meget af magten over til ministeren Araktjejev, som skærpede den reaktionære kurs. Ruslands forhold til Vestmagterne forringedes, og der opstod revolutionære sammensværgelser i selve Rusland.

## Eftermæle og død
Både i samtiden og eftertiden har Aleksandr gjort et forvirrende indtryk: Han virkede snart som en overtroisk og uligevægtig enehersker, snart som en charmerende og oplyst verdensmand, og han kunne svinge mellem uselvstændighed og forbløffende konsekvens.
Aleksandr døde af tyfus i byen Taganrog ved Sortehavet. Der er mange myter og legender, der hævder, at han ikke døde, men i stedet tog en ny identitet som eremit i Sibirien under navnet Fjodor Kusmitj. Historikere afviser disse myter, men mange skribenter og populære forfattere holder disse myter i live.

## Eksterne links
- Wikimedia Commons har flere filer relateret til Aleksandr 1. af Rusland

| Aleksandr 1.Huset Holstein-Gottorp-RomanovSidelinje af Huset OldenburgFødt: 23. december 1777 Død: 1. december 1825 |                                   |                           |
| Titler som regent                                                                                                   |                                   |                           |
| Foregående: Paul 1.                                                                                                 | Kejser af Rusland 1801 – 1825     | Efterfølgende: Nikolaj 1. |
| Foregående: Gustav 4. Adolf                                                                                         | Storfyrste af Finland 1809 – 1825 | Efterfølgende: Nikolaj 1. |